# Grevesmühlen
Grevesmühlen är en stad i det nordtyska förbundslandet Mecklenburg-Vorpommern.

## Geografi
Grevesmühlen är beläget mellan städerna Wismar och Lübeck i distriktet Nordwestmecklenburg, omkring 15 kilometer söder om Östersjönskusten.
Staden har tretton ortsdelar: Barendorf, Büttlingen, Drei Linden, Everstorf, Grenzhausen, Hamberge, Degtow, Neu Degtow, Hoikendorf, Poischow, Questin, Santow och Wotenitz.

## Historia
Orten med namnet Gnevesmulne omnämns första gången 1230. Orten fick sina stadsrättigheter 1262. Sedan 1200-talet tillhörde staden herrskapet Mecklenburg och kom till hertigdömet Mecklenburg 1348.

### 1800-talet och 1900-talet
Under 1800-talets andra hälften utvecklades industrin i Grevesmühlen. Till exempel grundades ett tegelbruk (1850), ett mälthus (1878) och ett mejeri (1890). 1870 anslöts staden till järnvägen mellan Bad Kleinen och Lübeck och 1905 invigdes järnvägen från Grevesmühlen till Klütz (norr om Grevesmühlen).

### Östtyska tiden och tyska återföreningen
Under DDR-tiden var staden huvudorten av ett distrikt med samma namn, som tillhörde länet Rostock mellan 1952 och 1990.
Efter den tyska återföreningen blev Grevesmühlen huvudort i det nyskapade distriktet Nordwestmecklenburg. Under en distriktsreform i september 2011 sammanslogs distriktet med staden Wismar och Wismar blev distriktets nya huvudort.

### Befolkningsutveckling
Befolkningsutveckling  i Grevesmühlen
Källa:,,

## Vänorter
Grevesmühlen har två vänorter:
- Ahrensbök i Tyskland (sedan 1992)
- Laxå, i Sverige (sedan 2004)

## Kommunikationer
Grevesmühlen ligger vid motorvägen (tyska:Autobahn) A 20 och förbundsvägen (tyska:Bundesstraße) B 105 (Lübeck – Greifswald).
Genom staden går järnvägen Bad Kleinen-Lübeck.